# Ibad Achmiedow
Ibad Amirowicz Achmiedow (biał. Ібад Аміравіч Ахмедаў, ros. Ибад Амирович Ахмедов; ur. 18 stycznia 1975) – białoruski zapaśnik walczący w stylu klasycznym. Olimpijczyk z Atlanty 1996, gdzie zajął jedenaste miejsce w kategorii 52 kg.
Dziewiąty na mistrzostwach Europy w 1996 roku.